# 黑灰蚁鵙
黑灰蚁鵙（学名：Thamnophilus nigrocinereus）是蚁鵙科蚁鵙属的一种。
该物种可发现于巴西、哥伦比亚、委内瑞拉、法属圭亚那东部以及玻利维亚东北部的一条小型河流流域，其自然栖息地为亚热带或热带的湿润低地森林和亚热带或热带沼泽。“黑灰蚁鵙”得名于与其他蚁鵙截然不同的黑灰色羽毛。